# Norddeutsche Fußballmeisterschaft 1932/33

Der Hamburger SV gewann zum zehnten Mal die norddeutsche Fußballmeisterschaft

Die norddeutsche Fußballmeisterschaft 1932/33 war die 27. und vorerst letzte vom Norddeutschen Sport-Verband (vormals NFV) ausgetragene Fußballmeisterschaft. Sieger wurde der Hamburger SV im Endrundenturnier mit einem Punkt Vorsprung vor dem SV Arminia Hannover und dem Eimsbütteler TV. Durch diesen Sieg qualifizierten sich die Hamburger für die deutsche Fußballmeisterschaft 1932/33, bei der sie jedoch bereits im Achtelfinale nach einer 1:4-Niederlage gegen Eintracht Frankfurt ausschieden. Arminia Hannover war als Vizemeister ebenfalls für die deutsche Fußballmeisterschaft qualifiziert und erreichte nach eine 2:1-Sieg nach Verlängerung gegen den Dresdner SC das Viertelfinale, welches mit 0:3 gegen den späteren Meisterschaftssieger Fortuna Düsseldorf verloren ging.
Dies war die letzte norddeutsche Fußballmeisterschaft des NSV. Im Zuge der Gleichschaltung wurde der Norddeutsche Sport-Verband wenige Monate nach der Machtübernahme der Nationalsozialisten im Jahre 1933 aufgelöst (seit der Wiedergründung 1948 heißt er, wie schon 1905 bis 1927, Norddeutscher Fußball-Verband). Die Vereine wurden 1933 in die neu eingeführten Sportgaue Niedersachsen und Nordmark eingeordnet, die besten Vereine aus den einzelnen Bezirken waren für die oberste Gauliga qualifiziert.

## Modus und Übersicht
Erneut fand der Spielbetrieb zuerst in den sechs regionalen Bezirken Groß-Hamburg, Lübeck-Mecklenburg, Nordhannover, Schleswig-Holstein, Südhannover-Braunschweig und Weser/Jade statt. Die besten Vereine aus der jeweiligen Oberliga qualifizierten sich für die norddeutsche Fußballendrunde.
| Bezirk                   | Bezirksmeister        | weitere Qualifikanten                                                 |
| ------------------------ | --------------------- | --------------------------------------------------------------------- |
| Groß-Hamburg             | Altona 93             | Hamburger SV, Union 03 Altona, SpVgg Polizei Hamburg, Eimsbütteler TV |
| Lübeck-Mecklenburg       | Schweriner FC 03      | SV Polizei Lübeck                                                     |
| Nordhannover             | Viktoria Wilhelmsburg |                                                                       |
| Schleswig-Holstein       | Holstein Kiel         | FV Borussia Gaarden                                                   |
| Südhannover-Braunschweig | SV Arminia Hannover   | SV Algermissen, Hannover 96, VfB Peine                                |
| Weser-Jade               | VfB Komet Bremen      | Werder Bremen                                                         |

## Oberliga Groß-Hamburg
| Pl. | Verein                    | Sp. | S  | U | N  | Tore    | Quote | Punkte |
| --- | ------------------------- | --- | -- | - | -- | ------- | ----- | ------ |
| 1.  | Hamburger SV (NM)(M)      | 18  | 12 | 2 | 4  | 052:270 | 1,93  | 26:10  |
| 2.  | Altona 93                 | 18  | 13 | 0 | 5  | 055:330 | 1,67  | 26:10  |
| 3.  | Union 03 Altona           | 18  | 11 | 1 | 6  | 054:460 | 1,17  | 23:13  |
| 4.  | SpVgg Polizei Hamburg (N) | 18  | 8  | 4 | 6  | 041:420 | 0,98  | 20:16  |
| 5.  | Eimsbütteler TV           | 18  | 8  | 3 | 7  | 038:330 | 1,15  | 19:17  |
| 6.  | FC St. Pauli              | 18  | 7  | 4 | 7  | 037:380 | 0,97  | 18:18  |
| 7.  | SC Victoria Hamburg       | 18  | 6  | 3 | 9  | 045:450 | 1,00  | 15:21  |
| 8.  | SV St. Georg von 1895     | 18  | 6  | 2 | 10 | 029:440 | 0,66  | 14:22  |
| 9.  | SV Wacker 04 Billstedt    | 18  | 4  | 4 | 10 | 034:400 | 0,85  | 12:24  |
| 10. | SV Uhlenhorst-Herta (N)   | 18  | 3  | 1 | 14 | 033:700 | 0,47  | 07:29  |

| (NM) | norddeutscher Titelverteidiger |
| (M)  | Titelverteidiger Groß-Hamburg  |
| (N)  | Aufsteiger                     |

Entscheidungsspiel Platz 1:
|              | Ergebnis  |           |
| ------------ | --------- | --------- |
| Hamburger SV | 1:2 n. V. | Altona 93 |

## Oberliga Lübeck-Mecklenburg
| Pl. | Verein                  | Sp. | S  | U | N  | Tore    | Quote | Punkte |
| --- | ----------------------- | --- | -- | - | -- | ------- | ----- | ------ |
| 1.  | Schweriner FC 03 (N)    | 14  | 10 | 1 | 3  | 046:230 | 2,00  | 21:70  |
| 2.  | SV Polizei Lübeck (M)   | 14  | 8  | 3 | 3  | 042:210 | 2,00  | 19:90  |
| 3.  | VfL Schwerin            | 14  | 9  | 0 | 5  | 056:330 | 1,70  | 18:10  |
| 4.  | Lübecker BV Phönix      | 14  | 8  | 2 | 4  | 043:270 | 1,59  | 18:10  |
| 5.  | Lübecker SV 1913        | 14  | 7  | 1 | 6  | 034:340 | 1,00  | 15:13  |
| 6.  | Oldesloer SV            | 14  | 3  | 3 | 8  | 026:410 | 0,63  | 09:19  |
| 7.  | FC Germania 1904 Wismar | 14  | 3  | 2 | 9  | 022:500 | 0,44  | 08:20  |
| 8.  | Rostocker SC 1895       | 14  | 2  | 0 | 12 | 020:600 | 0,33  | 04:24  |

| (M) | Titelverteidiger Lübeck-Mecklenburg |
| (N) | Aufsteiger                          |

## Oberliga Nordhannover
| Pl. | Verein                   | Sp. | S  | U | N  | Tore    | Quote | Punkte |
| --- | ------------------------ | --- | -- | - | -- | ------- | ----- | ------ |
| 1.  | Viktoria Wilhelmsburg    | 14  | 11 | 1 | 2  | 059:220 | 2,68  | 23:50  |
| 2.  | Wilhelmsburger FV 09     | 14  | 9  | 3 | 2  | 045:210 | 2,14  | 21:70  |
| 3.  | Borussia Harburg (M)     | 14  | 9  | 2 | 3  | 058:220 | 2,64  | 20:80  |
| 4.  | Rasensport Harburg       | 14  | 6  | 4 | 4  | 042:360 | 1,17  | 16:12  |
| 5.  | FC Viktoria Harburg      | 14  | 4  | 3 | 7  | 025:420 | 0,60  | 11:17  |
| 6.  | SV Harburg 1924          | 14  | 4  | 1 | 9  | 031:480 | 0,65  | 09:19  |
| 7.  | SV Wilhelmsburg 1926 (N) | 14  | 3  | 3 | 8  | 027:490 | 0,55  | 09:19  |
| 8.  | SC Uelzen 09             | 14  | 1  | 1 | 12 | 021:680 | 0,31  | 03:25  |

| (M) | Titelverteidiger Nordhannover |
| (N) | Aufsteiger                    |

## Oberliga Schleswig-Holstein
| Pl. | Verein                  | Sp. | S  | U | N  | Tore    | Quote | Punkte |
| --- | ----------------------- | --- | -- | - | -- | ------- | ----- | ------ |
| 1.  | Holstein Kiel (M)       | 14  | 13 | 0 | 1  | 083:130 | 6,38  | 26:20  |
| 2.  | Borussia Gaarden        | 14  | 9  | 1 | 4  | 045:270 | 1,67  | 19:90  |
| 3.  | VfB Union-Teutonia Kiel | 14  | 9  | 0 | 5  | 054:330 | 1,64  | 18:10  |
| 4.  | FC Kilia Kiel           | 14  | 6  | 0 | 8  | 036:340 | 1,06  | 12:16  |
| 5.  | Olympia Neumünster      | 14  | 5  | 1 | 8  | 028:490 | 0,57  | 11:17  |
| 6.  | VfR Neumünster (N)      | 14  | 5  | 0 | 9  | 037:610 | 0,61  | 10:18  |
| 7.  | SV Eintracht Flensburg  | 14  | 5  | 0 | 9  | 026:510 | 0,51  | 10:18  |
| 8.  | Rendsburger BV          | 14  | 3  | 0 | 11 | 025:660 | 0,38  | 06:22  |

| (M) | Titelverteidiger Schleswig-Holstein |
| (N) | Aufsteiger                          |

## Oberliga Südhannover-Braunschweig
| Pl. | Verein                  | Sp. | S  | U | N  | Tore    | Quote | Punkte |
| --- | ----------------------- | --- | -- | - | -- | ------- | ----- | ------ |
| 1.  | SV Arminia Hannover (M) | 16  | 12 | 2 | 2  | 057:190 | 3,00  | 26:60  |
| 2.  | SV Algermissen (N)      | 16  | 9  | 4 | 3  | 035:270 | 1,30  | 22:10  |
| 3.  | Hannover 96             | 16  | 9  | 1 | 6  | 037:270 | 1,37  | 19:13  |
| 4.  | VfB Peine               | 16  | 6  | 4 | 6  | 035:290 | 1,21  | 16:16  |
| 5.  | RSV Hildesheim          | 16  | 7  | 2 | 7  | 035:290 | 1,21  | 16:16  |
| 6.  | Eintracht Braunschweig  | 16  | 7  | 1 | 8  | 035:300 | 1,17  | 15:17  |
| 7.  | VfB Braunschweig        | 16  | 6  | 2 | 8  | 040:410 | 0,98  | 14:18  |
| 8.  | SC 1911 Hötensleben     | 16  | 4  | 1 | 11 | 027:610 | 0,44  | 09:23  |
| 9.  | Leu Braunschweig        | 16  | 3  | 1 | 12 | 024:620 | 0,39  | 07:25  |

| (M) | Titelverteidiger Südhannover-Braunschweig |
| (N) | Aufsteiger                                |

## Oberliga Weser-Jade
| Pl. | Verein               | Sp. | S  | U | N | Tore    | Quote | Punkte |
| --- | -------------------- | --- | -- | - | - | ------- | ----- | ------ |
| 1.  | VfB Komet Bremen (M) | 14  | 11 | 1 | 2 | 052:220 | 2,36  | 23:50  |
| 2.  | SV Werder Bremen     | 14  | 10 | 1 | 3 | 043:110 | 3,91  | 21:70  |
| 3.  | Bremer SV            | 14  | 7  | 4 | 3 | 043:280 | 1,54  | 18:10  |
| 4.  | VfL Germania Leer    | 14  | 6  | 2 | 6 | 026:310 | 0,84  | 14:14  |
| 5.  | Bremer Sportfreunde  | 14  | 4  | 2 | 8 | 027:410 | 0,66  | 10:18  |
| 6.  | Polizei SV Bremen    | 14  | 4  | 2 | 8 | 029:520 | 0,56  | 10:18  |
| 7.  | Bremer BV Union      | 14  | 3  | 2 | 9 | 017:340 | 0,50  | 08:20  |
| 8.  | SSV Delmenhorst      | 14  | 2  | 4 | 8 | 014:320 | 0,44  | 08:20  |

| (M) | Titelverteidiger Weser-Jade |

## Endrunde um die norddeutsche Fußballmeisterschaft
Die Endrunde um die norddeutsche Fußballmeisterschaft fand erneut im Rundenturnier statt. Die qualifizierten Vereine trafen zuerst in vier Gruppen in einer Einfachrunde aufeinander, die vier Gruppensieger qualifizierten sich für die Finalrunde, in der erneut in einer Einfachrunde der norddeutsche Fußballmeister ermittelt wurde. Am Ende konnte sich der Hamburger SV durchsetzen und wurde zum zehnten Mal norddeutscher Fußballmeister.

### Gruppe I
| Pl. | Verein                                                         | Sp. | S | U | N | Tore    | Quote | Punkte |
| --- | -------------------------------------------------------------- | --- | - | - | - | ------- | ----- | ------ |
| 1.  | Altona 93 (Sieger Oberliga Groß-Hamburg)                       | 3   | 2 | 0 | 1 | 009:300 | 3,00  | 04:20  |
| 2.  | Eimsbütteler TV (Fünftplatzierter Oberliga Groß-Hamburg)       | 3   | 2 | 0 | 1 | 008:600 | 1,33  | 04:20  |
| 3.  | VfB Peine (Viertplatzierter Oberliga Südhannover-Braunschweig) | 3   | 1 | 0 | 2 | 004:800 | 0,50  | 02:40  |
| 4.  | SV Werder Bremen (Zweitplatzierter Oberliga Weser-Jade)        | 3   | 1 | 0 | 2 | 003:700 | 0,43  | 02:40  |

Entscheidungsspiel Platz 1:
|                 | Ergebnis |           |
| --------------- | -------- | --------- |
| Eimsbütteler TV | 4:1      | Altona 93 |

### Gruppe II
| Pl. | Verein                                                              | Sp. | S | U | N | Tore    | Quote | Punkte |
| --- | ------------------------------------------------------------------- | --- | - | - | - | ------- | ----- | ------ |
| 1.  | Hamburger SV (NM) (Zweitplatzierter Oberliga Groß-Hamburg)          | 3   | 3 | 0 | 0 | 015:300 | 5,00  | 06:0   |
| 2.  | SV Algermissen (Zweitplatzierter Oberliga Südhannover-Braunschweig) | 3   | 1 | 1 | 1 | 004:300 | 1,33  | 03:30  |
| 3.  | VfB Komet Bremen (Sieger Oberliga Weser-Jade)                       | 3   | 1 | 1 | 1 | 007:800 | 0,88  | 03:30  |
| 4.  | Schweriner FC 03 (Sieger Oberliga Lübeck-Mecklenburg)               | 3   | 0 | 0 | 3 | 003:150 | 0,20  | 0:60   |

| (NM) | norddeutscher Titelverteidiger |

### Gruppe III
| Pl. | Verein                                                           | Sp. | S | U | N | Tore    | Quote | Punkte |
| --- | ---------------------------------------------------------------- | --- | - | - | - | ------- | ----- | ------ |
| 1.  | Holstein Kiel (Sieger Oberliga Schleswig-Holstein)               | 3   | 3 | 0 | 0 | 016:400 | 4,00  | 06:0   |
| 2.  | Union 03 Altona (Drittplatzierter Oberliga Groß-Hamburg)         | 3   | 1 | 1 | 1 | 003:500 | 0,60  | 03:30  |
| 3.  | SV Polizei Lübeck (Zweitplatzierter Oberliga Lübeck-Mecklenburg) | 3   | 1 | 0 | 2 | 005:900 | 0,56  | 02:40  |
| 4.  | Hannover 96 (Drittplatzierter Oberliga Südhannover-Braunschweig) | 3   | 0 | 1 | 2 | 001:700 | 0,14  | 01:50  |

### Gruppe IV
| Pl. | Verein                                                             | Sp. | S | U | N | Tore    | Quote | Punkte |
| --- | ------------------------------------------------------------------ | --- | - | - | - | ------- | ----- | ------ |
| 1.  | SV Arminia Hannover (Sieger Oberliga Südhannover-Braunschweig)     | 3   | 3 | 0 | 0 | 017:200 | 8,50  | 06:0   |
| 2.  | FV Borussia Gaarden (Zweitplatzierter Oberliga Schleswig-Holstein) | 3   | 1 | 1 | 1 | 008:800 | 1,00  | 03:30  |
| 3.  | Viktoria Wilhelmsburg (Sieger Oberliga Nordhannover)               | 3   | 1 | 0 | 2 | 006:150 | 0,40  | 02:40  |
| 4.  | SpVgg Polizei Hamburg (Viertplatzierter Oberliga Groß-Hamburg)     | 3   | 0 | 1 | 2 | 003:900 | 0,33  | 01:50  |

### Finalrunde
| Pl. | Verein                                 | Sp. | S | U | N | Tore    | Quote | Punkte |
| --- | -------------------------------------- | --- | - | - | - | ------- | ----- | ------ |
| 1.  | Hamburger SV (NM) (Sieger Gruppe II)   | 3   | 2 | 0 | 1 | 008:200 | 4,00  | 04:20  |
| 2.  | SV Arminia Hannover (Sieger Gruppe IV) | 3   | 1 | 1 | 1 | 005:500 | 1,00  | 03:30  |
| 3.  | Eimsbütteler TV (Sieger Gruppe I)      | 3   | 1 | 1 | 1 | 006:900 | 0,67  | 03:30  |
| 4.  | Holstein Kiel (Sieger Gruppe III)      | 3   | 1 | 0 | 2 | 007:100 | 0,70  | 02:40  |

| (NM) | norddeutscher Titelverteidiger |

Entscheidungsspiel Platz 2:
|                     | Ergebnis |                 |
| ------------------- | -------- | --------------- |
| SV Arminia Hannover | 3:0      | Eimsbütteler TV |

#### Meistermannschaft des HSV
Wilhelm Blunk – Franz Danek, Walter Risse – Carl-Heinz Mahlmann, Asbjørn Halvorsen, Reinhold Ehler – Artur Koch, Richard Dörfel, Otto Henneberg, Walter Gloede, Karl Sveistrup (auch eingesetzt: Albert Beier, Karl Politz, Fritz Gröber).